# Подгорный (Красногвардейский район)
Подгорный — упразднённый посёлок в Красногвардейском районе Оренбургской области России. На момент упразднения входил в состав сельского поселения Кинзельский сельсовет. Исключён из учётных данных в 2005 году.

## География
Располагался на ручье Три Ключа (приток реки Кинзелька), на расстоянии примерно 4 километров (по прямой) к северо-востоку от села Кинзелька.

## История
Возник как производственное отделение совхоза имени Ленина. По данным на 1949 год посёлок фермы № 3 совхоза имени Ленина входил в состав Кинзельского сельсовета Люксембургского района.
Постановление Законодательного Собрания Оренбургской области от 16 февраля 2005 г. посёлок исключён из учётных данных.

## Население
По данным переписи 2002 года в поселке проживало 2 человека, русские.